# Tomasz Kalembka
Tomasz Kalembka (ur. 30 czerwca 1991 w Dąbrowie Górniczej) – polski siatkarz, grający na pozycji środkowego.

## Sukcesy klubowe
Mistrzostwo I ligi:
- 2016
- 2013, 2015

Puchar Polski:
- 2019, 2022[5], 2024[6]

Mistrzostwo Polski:
- 2019, 2022[7]
- 2024[8]

Liga Mistrzów:
- 2022

## Sukcesy reprezentacyjne
Turniej EEVZA kadetów:
- 2008